# František Drga
František Drga je bývalý český fotbalový útočník.

## Fotbalová kariéra
V československé lize hrál za Baník Ostrava. Nastoupil v 95 ligových utkáních a dal 16 gólů. Ke konci druhé světové války nastupoval za SK Polešovice.

## Ligová bilance
| Ročník                                     | Zápasy | Góly | Klub                  |
| ------------------------------------------ | ------ | ---- | --------------------- |
| Celostátní československé mistrovství 1949 | -      | 9    | Sokol Trojice Ostrava |
| Mistrovství československé republiky 1951  | -      | 5    | OKD Ostrava           |
| Mistrovství československé republiky 1952  | -      | 1    | OKD Ostrava           |
| Přebor československé republiky 1953       | -      | 1    | Baník Ostrava         |
| Přebor československé republiky 1954       | -      | 0    | Baník Ostrava         |
| Přebor československé republiky 1955       | -      | 0    | Baník Ostrava         |
| 1. československá fotbalová liga 1956      | 1      | 0    | Baník Ostrava         |
| CELKEM                                     | 95     | 16   |                       |